# 彰化縣立永靖國民中學
彰化縣立永靖國民中學，簡稱永中，位於台灣彰化縣永靖鄉。設有棒球隊並曾代表彰化縣參加全國棒球聯賽。

## 歷史
1963年，彰化縣永靖鄉民爭取鄉內設立中學。1964年彰化縣縣長呂世明為貫徹該縣「一鄉鎮一初中」的政策，派施謨為籌備主任，負責籌設永靖初級中學。永靖鄉各界亦同時組織「促進委員會」，由鄉長邱樹火擔任主任委員，協同籌畫。5月，彰化縣政府令撥座落該鄉五汴頭段瑚璉小段69號縣有地2.584甲為校地，並撥款興建校舍。設校工作大致就緒後，1964年7月呈臺灣省政府教育廳准，以彰化縣立北斗中學永靖分部名義招生三班，暫借永靖國民學校上課。次年6月第一期教室辦公室工程竣工，遷入新舍上課。1966年8月31日，教育廳准予獨立設校。10月5日，縣政府令達本校正式獨立，名為彰化縣立永靖初級中學。1967年2月，縣政府核准施謨真除為首任校長。
1968年8月1日，台灣實施九年國教，永靖初中改制為彰化縣立永靖國民中學。